# Pod Vrchmezím
Pod Vrchmezím je přírodní rezervace poblíž obce Olešnice v Orlických horách v okrese Rychnov nad Kněžnou. Oblast spravuje AOPK ČR Správa CHKO Orlické hory. Důvodem ochrany je zachování původního smíšeného vysokohorského lesa.

## Galerie

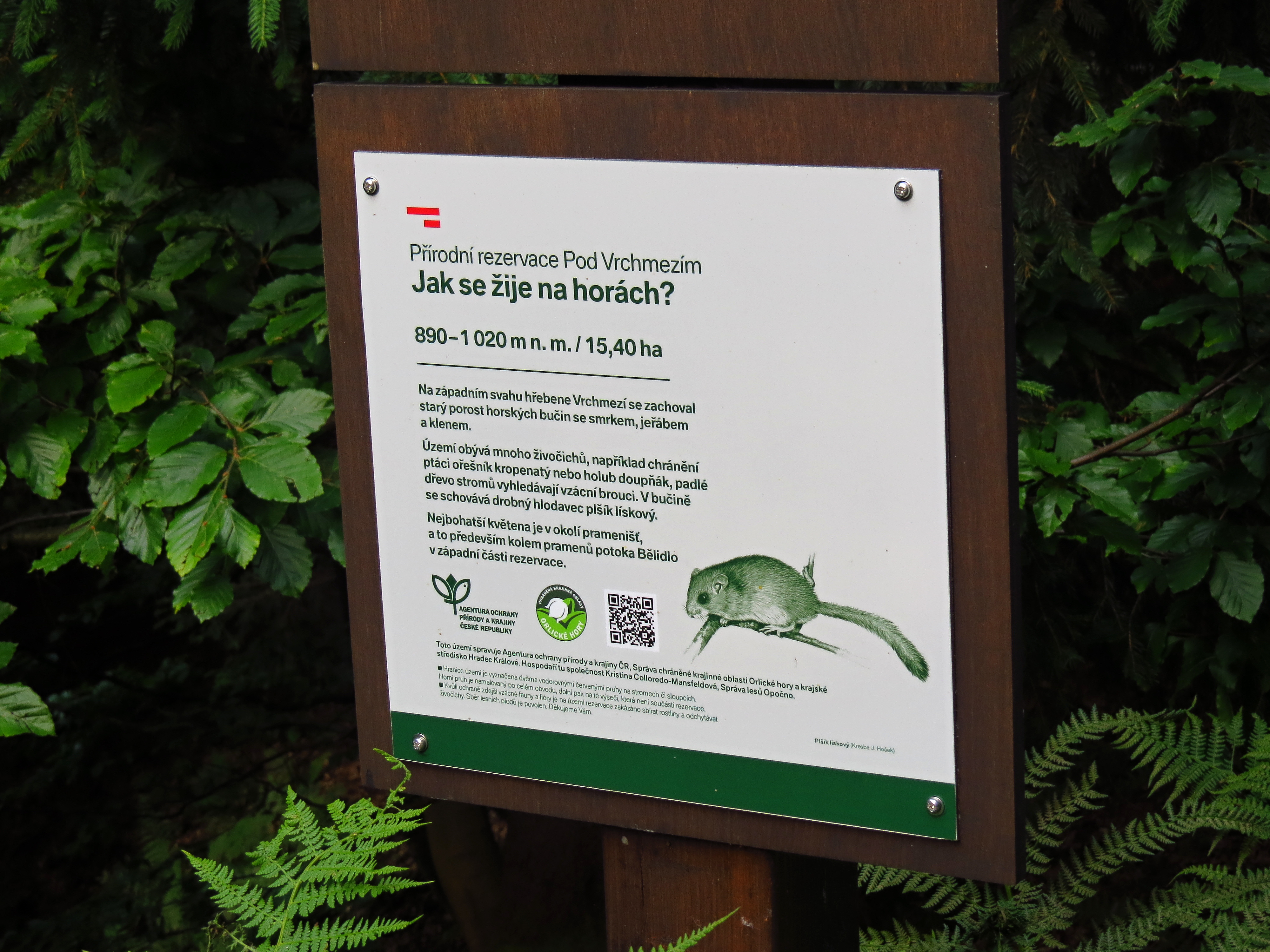
Bučina je biotopem plšíka lískového
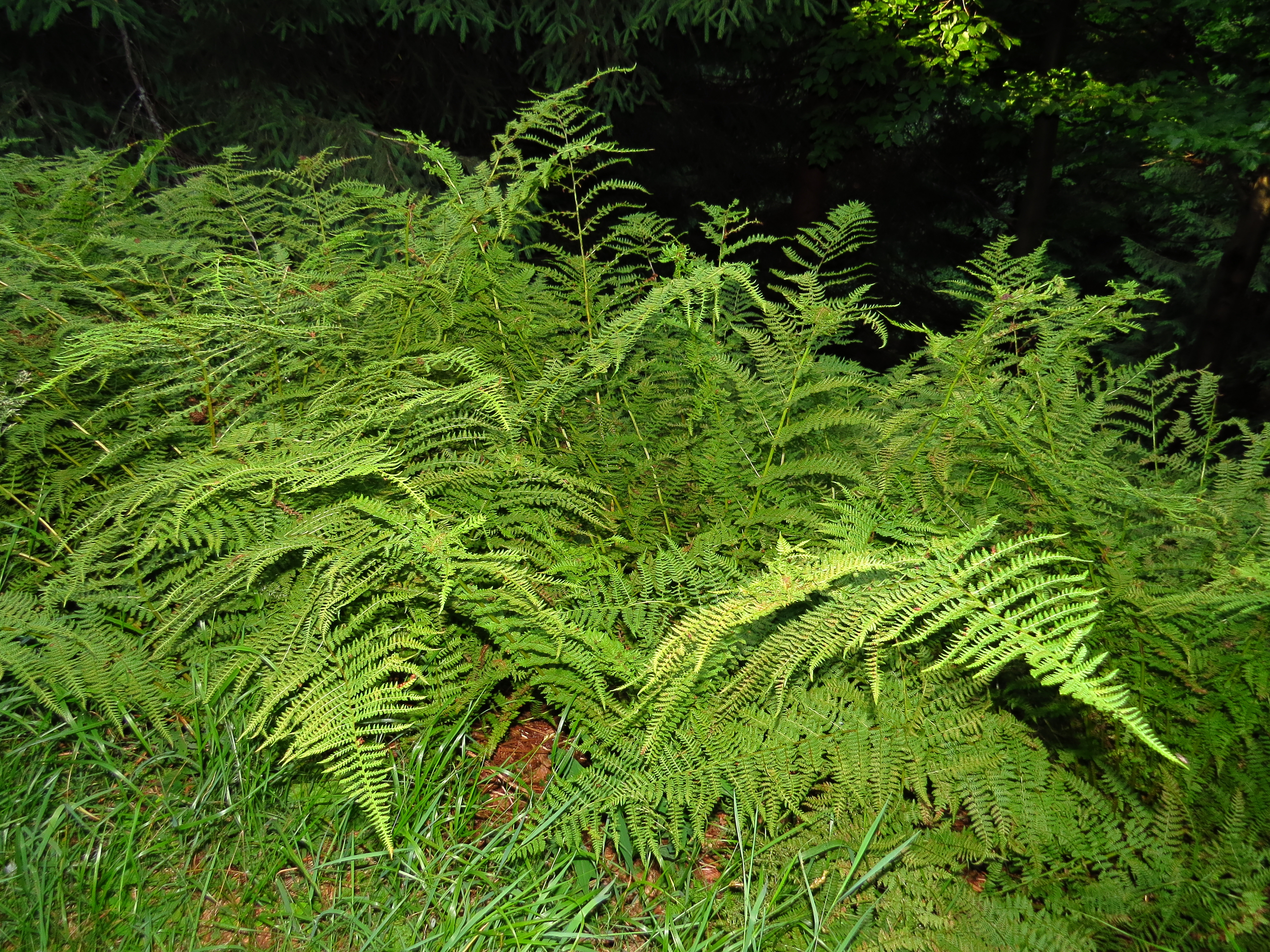
Kapradiny
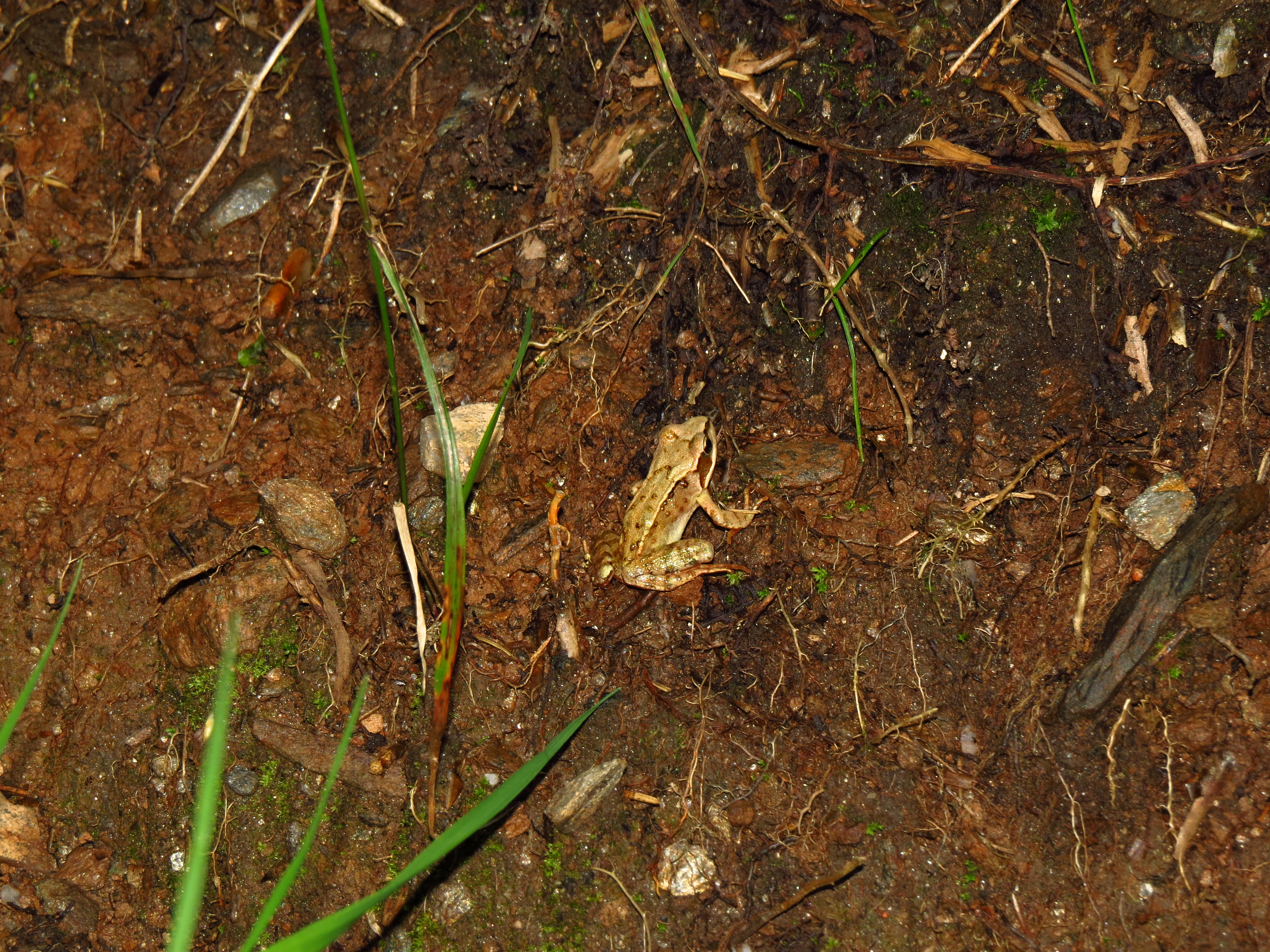
Mládě skokana hnědého
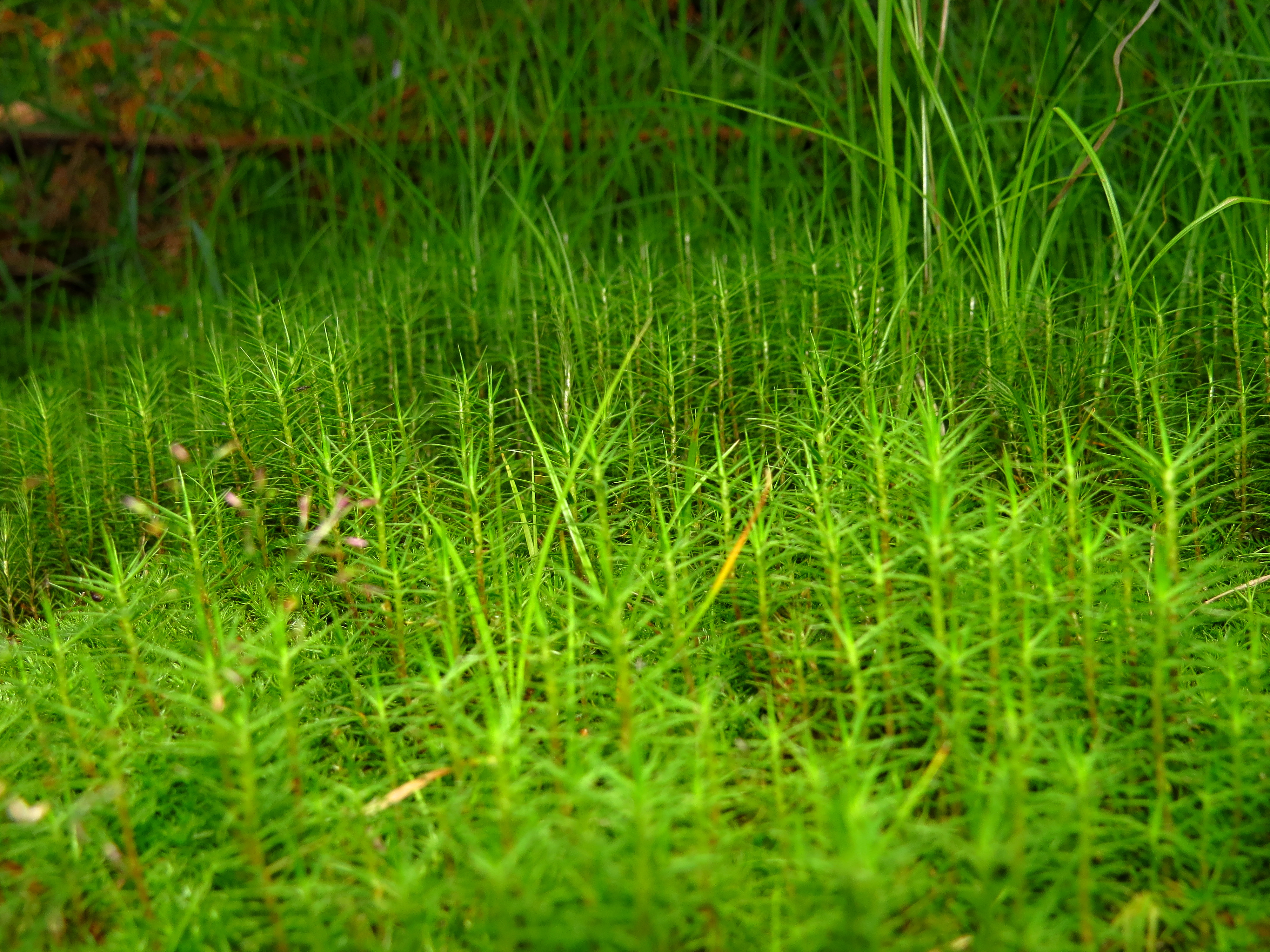
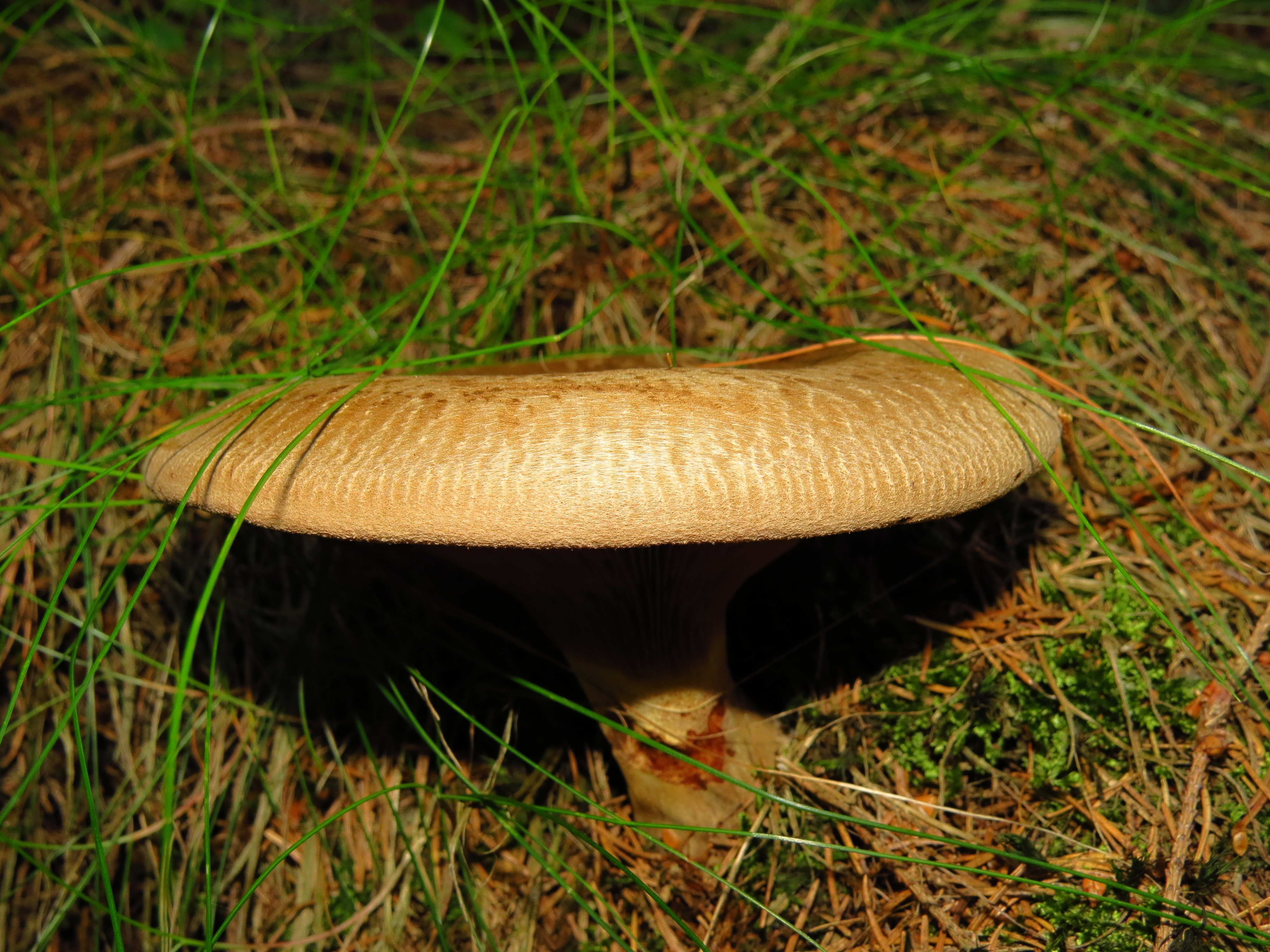